# Love Songs (album de Jennifer Love Hewitt)
Pour les articles homonymes, voir Love Songs.
Albums de Jennifer Love Hewitt
Let's Go Bang
(1995)
Love Songs est le  premier album de Jennifer Love Hewitt, sorti le 1er mars 1992.

## Liste des titres
| No  | Titre                    | Auteur                                        | Durée |
| --- | ------------------------ | --------------------------------------------- | ----- |
| 1.  | First Taste of Love      | Carroll, Bob Etoll, Stober                    | 3:55  |
| 2.  | Bedtime Stories          | Etoll, Debbie Gibson                          | 3:55  |
| 3.  | Please Save Us the World | Casgrove                                      | 3:34  |
| 4.  | Won't U B Mine           | Etoll                                         |       |
| 5.  | Listen (To You Heart)    | Etoll, Roberts                                | 3:41  |
| 6.  | 90s Kids                 | Grenga, Love, McLaughlin                      | 4:41  |
| 7.  | I'll Find You            | Etoll                                         | 3:37  |
| 8.  | Dancing Queen            | Björn Ulvaeus, Benny Andersson, Stig Anderson | 3:59  |
| 9.  | What's It Gonna Take     | Margolis, Mellman                             | 3:27  |
| 10. | A Little Jazz            | Andrews, Derek Young                          | 3:13  |
| 11. | Ben                      | Walter Scharf, Don Black                      | 2:42  |